# أدوري (أرزوئية)
أدوري (بالفارسية: ادوری) هي قرية تقع في إيران في Arzuiyeh Rural District. يقدر عدد سكانها بـ 98 نسمة .